# 田寮町

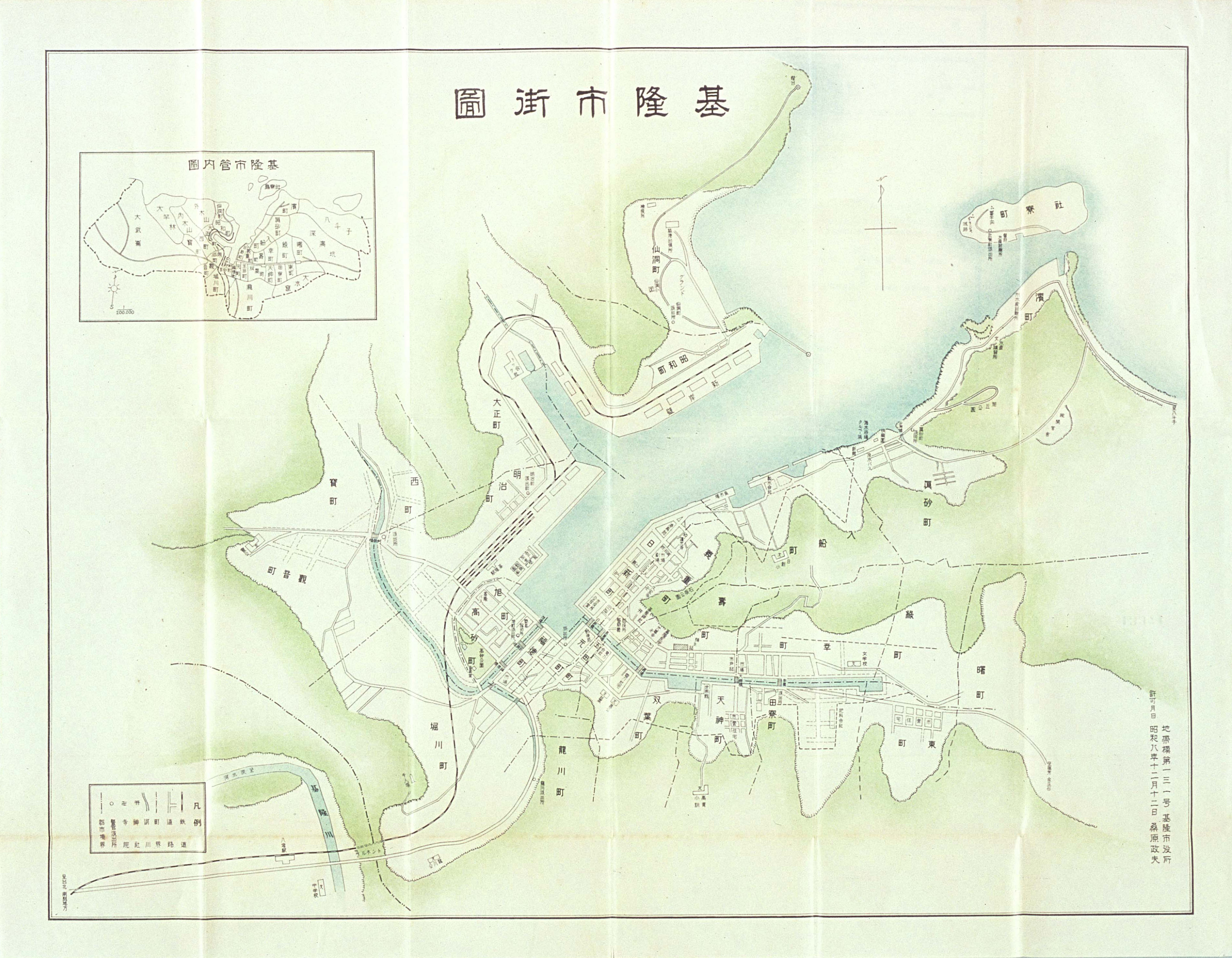
基隆市街圖

田寮町為台灣日治時期臺北州基隆市的一個町，於基隆市自昭和6年（1931年）10月1日實施町名改正後設置，位於肥料會社至基隆遊廓一帶，其名稱取自田寮港；當地原屬於基隆市大字田寮港。
田寮町約為現今地籍田寮段的範圍，約為信義區智慧里和智誠里北側。

## 町內設施
- 臺灣肥料株式會社
- 基隆遊廓
- 基隆婦人病院
- 末廣稻荷社